# 禅定寺山
禅定寺山（ぜんじょうじさん）は、山口県山口市小郡下郷にある標高392.2mの山。小郡地区の手軽なハイキングコースとなっている。

## 地理
- 小郡地区やその周辺の風景が一望できる。
- 周辺には、里山再生のための宿泊交流施設「ヒュッテ桂谷」がある。
- 山口市南部（吉南地区）の大部分と旧市内南部の一部地域をカバーするテレビ中継局が設けられている。

## 小郡テレビ中継放送所
- 山手側には県内テレビ局の「小郡中継局」が置局されている。
- スピルオーバー防止のため、アナログ・デジタル共に全局に指向性がある。アンテナは北東と南東に設けている。
- 全局水平偏波で送信されている。
- 市内宮野地区まで当山が見えるため、旧市内でも場所によっては当中継局も鮮明に受信できる場合がある。ただし、鴻ノ峯局よりも若干受信レベルが劣る。

### 地上デジタルテレビジョン放送
| リモコンキーID | 放送局名        | 物理チャンネル | 空中線電力 | ERP   | 放送対象地域 | 放送区域内世帯数 | 開局年月日    |
| -------------- | --------------- | -------------- | ---------- | ----- | ------------ | ---------------- | ------------- |
| 1              | NHK山口総合     | 43ch           | 300mW      | 1.4W  | 山口県       | 約11,000世帯     | 2008年8月28日 |
| 2              | NHK山口教育     | 47ch           | 300mW      | 1.35W | 全国         | 約11,000世帯     | 2008年8月28日 |
| 3              | tysテレビ山口   | 34ch           | 300mW      | 1.35W | 山口県       | 約11,000世帯     | 2008年8月28日 |
| 4              | KRY山口放送     | 36ch           | 300mW      | 1.35W | 山口県       | 約11,000世帯     | 2008年8月28日 |
| 5              | yab山口朝日放送 | 19ch           | 300mW      | 1.45W | 山口県       | 約11,000世帯     | 2008年8月28日 |

- 2008年8月5日試験放送開始、同年8月28日に本放送開始[1]。
- NHK総合はデジタル宇部局、KRYとtysはデジタル鴻ノ峯局とチャンネルが同一である。
- 山口市小郡下郷欲無2第236-1

### 地上アナログテレビジョン放送
| 放送局名        | チャンネル | オフセット | 空中線電力        | ERP                 | 放送対象地域 | 放送区域内世帯数 | 開局年月日    | 閉局年月日    |
| --------------- | ---------- | ---------- | ----------------- | ------------------- | ------------ | ---------------- | ------------- | ------------- |
| KRY山口放送     | 54ch       | +10kHz     | 映像3W /音声750mW | 映像14.5W /音声3.6W | 山口県       | 不明             | 1970年代      | 2011年7月24日 |
| tysテレビ山口   | 57ch       | +10kHz     | 映像3W /音声750mW | 映像14W /音声3.5W   | 山口県       | 不明             | 1970年代      | 2011年7月24日 |
| yab山口朝日放送 | 59ch       | +10kHz     | 映像3W /音声750mW | 映像15.5W /音声3.8W | 山口県       | 不明             | 1993年10月1日 | 2011年7月24日 |
| NHK山口総合     | 60ch       | +10kHz     | 映像3W /音声750mW | 映像15.5W /音声3.9W | 山口県       | 不明             | 1973年1月31日 | 2011年7月24日 |
| NHK山口教育     | 62ch       | +10kHz     | 映像3W /音声750mW | 映像15.5W /音声3.9W | 全国         | 不明             | 1973年1月31日 | 2011年7月24日 |

- KRYの開局年月日は、1976年3月25日である。
- TYSの開局年月日は、1978年3月17日である。

- NHKは山口仁保中継局、KRYは宇部小野中継局とチャンネルが同一である。
- 正式な局名は、NHKとyabで「小郡テレビ中継放送所」、KRYとtysで「小郡テレビ中継局」である。

## 交通アクセス
- JR新山口駅などから防長交通バス「山手経由」は「下山手」、「県鴻城高等学校前経由」は「寿通バス停」で下車
- 山口市小郡総合支所周辺にも登山道がある。

## 周辺
- 雨乞山 - マイクロウェーブ中継局が設置されている。

## 備考
- エリア内でも山陰（麓）になる「山口市小郡運動公園」周辺では受信困難・受信不能な地域が一部ある。この場合は、UHFアンテナを防府（大平山）に向ける世帯が目立つ。